# Джак Шейфър
Жаклин Шейфър (на английски: Jacqueline Schaeffer) е американски сценарист, продуцент и режисьор, известна най-вече с работата си като създател на телевизионните сериали от Киновселената на Марвел  „УандаВижън“ (2021) и  „Агата, през цялото време“ (2024).

## Кариера
Шейфър е родена на 26 октомври, 1978 г. във Форт Лий, САЩ. Завършва Принстънския университет с бакалавърска степен по английска литература през 2000 г., след което получава магистърска степен по филмова продукция от Южнокалифорнийския университет. Дебютира като режисьор с научнофантастичната романтична комедия TiMER, чиято премиера е на кинофестивала „Трайбека“ през 2009 г.
Шейфър е особено известна със съвместната си работа с „Марвел Студиос“. Започва като част от сценаристкия екип на филма „Капитан Марвел“ (2019) и участва в създаването на първоначалната история за филма „Черната вдовица“ (2021). Най-значимият ѝ принос е като главен сценарист и изпълнителен продуцент на сериала на „Дисни+“ „УандаВижън“ (2021), както и неговия спиноф „Агата, през цялото време“ (2024), където влиза и в ролята на главен режисьор. За работата си по „УандаВижън“ е номинирана за награда „Еми“ за най-добър сценарий и най-добър минисериал.

## Филмография

### Режисьор, сценарист и продуцент
- „Агата, през цялото време“ (2024)

### Сценарист и продуцент
- „УандаВижън“ (2021)

### Сценарист
- „Замръзналото кралство: Коледа с Олаф“ (2017)
- „Мошенички от класа“ (2019)
- „Капитан Марвел“ (2019)
- „Черната вдовица“ (2021)